# Angern an der March
Angern an der March ist eine Marktgemeinde mit 3526 Einwohnern (Stand 1. Jänner 2025) im Bezirk Gänserndorf in Niederösterreich.

## Geografie

Stillfried (links unten, Landesaufnahme) mit Angaben über militärische Unterkünfte (900 Mann und 40 Pferde, rechts außen) und die March um das Jahr 1873

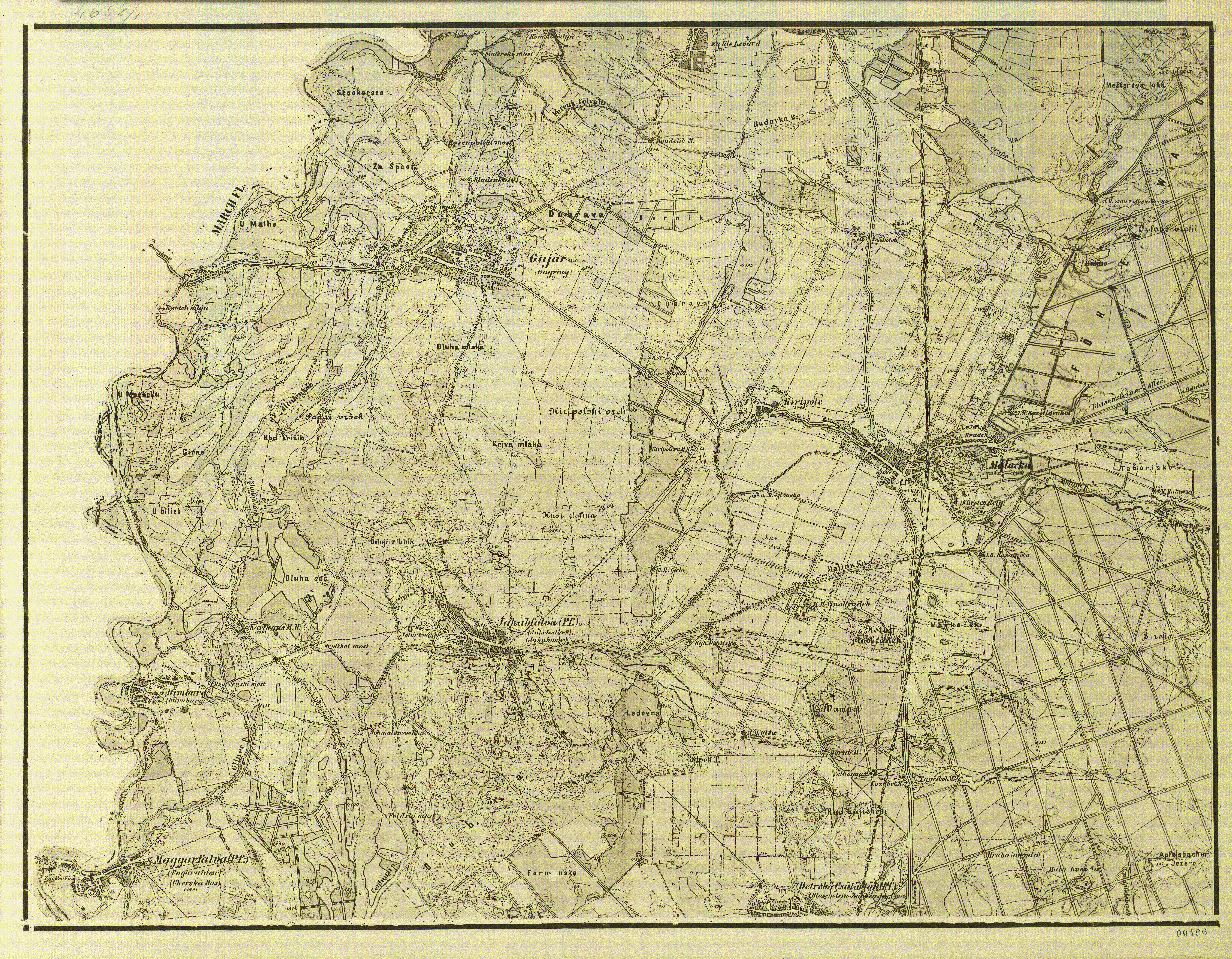
Die Marchebene östlich von Stillfried, damals Königreich Ungarn, dann Tschechoslowakei, nun Slowakei, war über mehrere Fähren und Brücken erreichbar.

Im Westen von Stillfried liegt die Gemeinde Velm-Götzendorf.

Die Gemeinde liegt am Nordrand des Marchfeldes und gleichzeitig am südlichen Ende des Weinviertels circa 40 Kilometer nordöstlich von Wien. Der Grenzfluss March trennt die Ortschaft von der Slowakei. Seit einigen Jahren gibt es wieder eine früher bedeutende Fähre, die jedoch im Falle von Hochwasser – welches meist durch Schneeschmelze und starken Regen bedingt ist – gesperrt werden muss. Zwischenzeitlich gab es auch eine Brücke, 1870 wurde eine feste Brücke erbaut, aber im Kalten Krieg abgetragen.
Die Fläche der Marktgemeinde umfasst 38,13 Quadratkilometer. 13,1 Prozent der Fläche sind bewaldet.

### Gemeindegliederung
Das Gemeindegebiet umfasst folgende fünf Ortschaften (in Klammern Einwohnerzahl Stand 1. Jänner 2025):
- Angern an der March (1495)
- Grub an der March (306)
- Mannersdorf an der March, kroat. Magerštorf[3] (482)
- Ollersdorf (866)
- Stillfried (377) (inkl. Klein Stillfried)

Die Gemeinde besteht aus den Katastralgemeinden Angern, Grub an der March, Mannersdorf, Ollersdorf und Stillfried.

### Nachbargemeinden
Nachbargemeinden sind:
| Ebenthal   | Dürnkrut                                    | Suchohrad         |
| Prottes    | Kompassrose, die auf Nachbargemeinden zeigt | Záhorská Ves      |
| Weikendorf | Weiden an der March                         | Vysoká pri Morave |

## Geschichte
Angern an der March wurde erstmals im Jahre 1260 als Anger urkundlich erwähnt. Das Marktrecht wurde erstmals 1465 und das zweite Mal 1819 erwähnt. Es wurde 1970 neu verliehen.
Laut Adressbuch von Österreich waren im Jahr 1938 in der Gemeinde Angern zwei Ärzte, ein Tierarzt, zwei Bäcker, ein Baustoffhändler, ein Elektrotechniker, ein Essig- und Spirituosenerzeuger, drei Fleischer, drei Friseure, fünf Fuhrwerker, drei Gastwirte, acht Gemischtwarenhändler, eine Landesproduktehändler, ein Lederhändler, ein Maler, ein Marktfahrer, ein Müller, ein Sattler, drei Schlosser, ein Schmied, ein Schneider und fünf Schneiderinnen, zwei Schuster, ein Uhrmacher, ein Viktualienhändler, ein Wagner und mehrere Landwirte ansässig. Weiters gab es ein Kino und die Spiritusfabrik der Gebrüder Gustav und Wilhelm Löw.
Das örtliche Schloss Angern wurde im Jahre 1945 zerstört und später zur Gänze abgetragen. Heute steht nur noch ein kleiner Teil der Mauer als Erinnerung. Das Schloss und seine Lage können im Franziszeischen Kataster der Habsburgermonarchie von 1821 als erster vollständiger Liegenschaftskataster von Österreich eingesehen werden.
Brückenbauprojekt
Im Oktober 2007 wurde eine Volksbefragung über den Neubau einer Brücke zwischen Záhorská Ves und Angern abgehalten. Stimmberechtigt waren die Bürger der gesamten Gemeinde Angern. 60 % stimmten für die Errichtung der Brücke. Im Vorfeld gab es einen heftigen Schlagabtausch zwischen einer Bürgerinitiative und der Gemeinde (mehrere Flugblätter mit diversen Vorwürfen, Behauptungen und Gegenbehauptungen) vorrangig um den Standort der neuen Brücke. Der ursprünglich geplante Baubeginn 2010 konnte nicht eingehalten werden. Bei einer weiteren Volksbefragung 2014 stimmte jedoch eine Mehrheit gegen eine Brücke.

## Kultur und Sehenswürdigkeiten

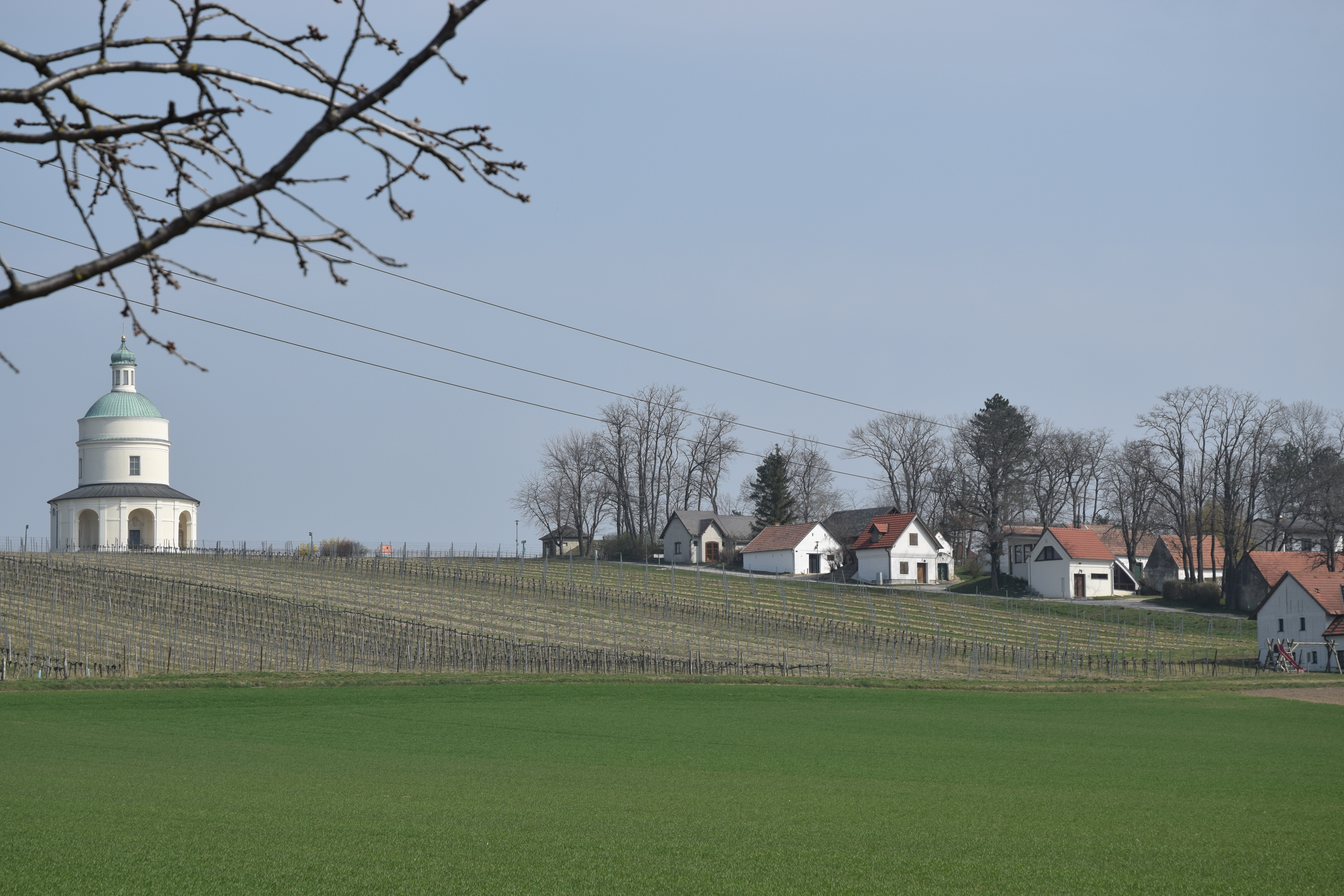
Kellergasse Kellerberg Rochusberg

- Katholische Pfarrkirche Angern an der March Zur Kreuzauffindung
- Katholische Pfarrkirche Mannersdorf an der March hl. Agatha
- Katholische Pfarrkirche Ollersdorf hl. Leonhard
- Katholische Pfarrkirche Stillfried hl. Georg
- Museum für Ur- und Frühgeschichte Stillfried Museum in der Katastralgemeinde Stillfried; zeigt Funde aus 30 000 Jahren Geschichte, die seit 1874 bei archäologischen Ausgrabungen in Stillfried und Umgebung gemacht worden sind

## Wirtschaft und Infrastruktur

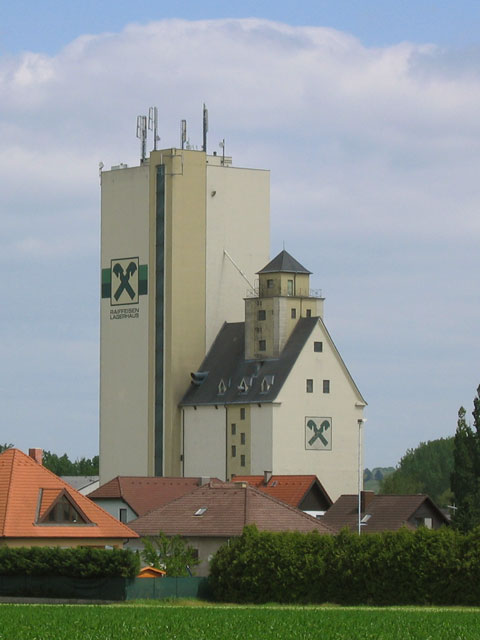
Lagerhaus in Angern

Die Gemeinde ist charakterisiert durch land- und forstwirtschaftliche Betriebe. Laut einer Erhebung im Jahr 1999 betrug ihre Anzahl 136. Im Jahr 2001 gab es 76 non-agrare Arbeitsstätten. Die Zahl der Erwerbstätigen am Wohnort betrug 1367. Die Erwerbsquote lag bei 44,08 Prozent.

### Verkehr

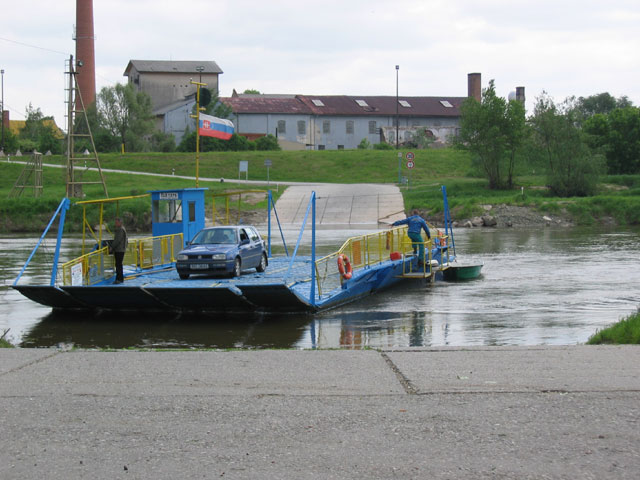
Grenzübergang von Angern (Österreich) zur Slowakei

- Bahn: Angern hat eine Anbindung an die Nordbahn
- Straße: Bundesstraßennetz (Angerner Straße / Bernstein Straße)
- Grenze: Es gibt als Grenzübergang einen Fährbetrieb zwischen Záhorská Ves (Slowakei) und Angern. Die Transportkapazität liegt bei sechs PKW samt Insassen.

### Öffentliche Einrichtungen
In Angern befindet sich ein Kindergarten und eine Volksschule.

## Politik

### Gemeinderat
Der Gemeinderat hat 23 Mitglieder.
- Nach den Gemeinderatswahlen in Niederösterreich 1990 hatte der Gemeinderat folgende Verteilung: 14 SPÖ und 7 ÖVP.
- Nach den Gemeinderatswahlen in Niederösterreich 1995 hatte der Gemeinderat folgende Verteilung: 13 SPÖ und 8 ÖVP.[11]
- Nach den Gemeinderatswahlen in Niederösterreich 2000 hatte der Gemeinderat folgende Verteilung: 13 SPÖ, 7 ÖVP und 1 FPÖ.[12] (21 Mitglieder)
- Nach den Gemeinderatswahlen in Niederösterreich 2005 hatte der Gemeinderat folgende Verteilung: 17 SPÖ und 6 ÖVP.[13]
- Nach den Gemeinderatswahlen in Niederösterreich 2010 hatte der Gemeinderat folgende Verteilung: 16 SPÖ, 6 ÖVP und 1 FPÖ.[14]
- Nach den Gemeinderatswahlen in Niederösterreich 2015 hatte der Gemeinderat folgende Verteilung: 17 SPÖ, 5 ÖVP und 1 FPÖ.[15]
- Nach den Gemeinderatswahlen in Niederösterreich 2020 hatte der Gemeinderat folgende Verteilung: 19 SPÖ und 4 ÖVP.[16]
- Nach den Gemeinderatswahlen in Niederösterreich 2025 hat der Gemeinderat folgende Verteilung: 19 SPÖ, 3 ÖVP und 1 FPÖ.[17]

### Bürgermeister
- bis 2004 Leopold Abraham[18]
- seit 2004 Robert Meißl (SPÖ)

### Wappen
Blasonierung: Das Gemeindewappen zeigt auf rotem, mit einem silbernen Schrägbalken belegten Grund, eine goldene Schnitterin, in der Rechten eine Sichel, in der Linken einen Rechen haltend.
Wappengeschichte: Das aus dem Jahr 1806 stammende Siegel des Marktes zeigt bereits eine solche Schnitterin im Ährenfeld.

## Persönlichkeiten
- Johann Baptist Känischbauer von Hohenried (1668–1739), Kammergoldschmied in Wien, einer der Hauptvertreter der barocken Goldschmiedekunst in Wien, wurde in Angern geboren.
- Hans Schukowitz (1863–1922), Schriftsteller (Pseudonym Hans von der March)
- Roland Minkowitsch (1920–1986), Landwirt und Politiker (ÖVP)
- Theodora Konecny (1924–1998), Kindergarteninspektorin, Politikerin und Mitglied des Bundesrates
- Leopold Abraham, Bürgermeister in Angern an der March bis 2004; er wurde durch das Grubenunglück von Lassing im Sommer 1998 bekannt, er leitete die Rettungsbohrungen zu den elf verschütteten Bergarbeitern, von denen nach neun Tagen aber nur einer gerettet werden konnte.[19]
- Georg Maier, Landwirt; 1986 reichte Maier zusammen mit seinem Anwalt Heinrich Wille Klage gegen den Bau des tschechischen Kernkraftwerkes Mochovce ein. Das Oberste Gericht in Österreich hatte erstmals in der Geschichte der internationalen Rechtsprechung die Klage gegen den Bau von Atommeilern in einem anderen Staat angenommen.[20][21][22]